# Protestantse Unie (alliantie)

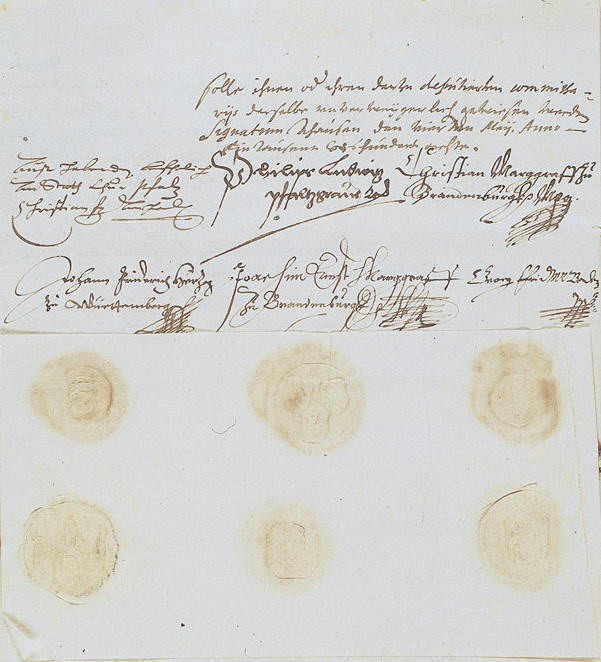
Oorkonde van de oprichting van de Protestantse Unie, 14 mei 1608.

De Protestantse Unie of de Evangelische Unie was een militaire alliantie van protestantse vorsten en rijkssteden binnen het Heilige Roomse Rijk. De Unie werd opgericht in 1608 en in 1621, tijdens de Dertigjarige Oorlog, ontbonden. Het bondgenootschap werd bestuurd vanuit Heidelberg, de hoofdstad van de Paltsgraafschap aan de Rijn.
Begin mei 1608 vergaderden verscheidene protestantse vorsten te Auhausen en sloten meerdere overeenkomsten, en ten slotte op 14 mei het eigenlijke unieverdrag -dat voorlopig tien jaar van kracht zou zijn- dat bepaalde dat men elkaar zou bijstaan zodra één der leden werd aangevallen. De oprichters waren de Palts, Württemberg, Palts-Neuburg, Vorstendom Ansbach, Vorstendom Bayreuth en Markgraafschap Baden-Durlach. Anhalt, Hertogdom Palts-Zweibrücken en Graafschap Oettingen sloten zich later in 1608 aan. 
Een poging om Keurvorstendom Saksen bij het verbond te betrekken mislukte. 
In mei 1609 traden de rijkssteden Neurenberg, Straatsburg en Ulm toe, en twee maanden later op uitnodiging van Neurenberg sloten de Frankische rijkssteden Schweinfurt, Rothenburg, Weißenburg en Windsheim zich ook aan bij de Protestantse Unie. 
In januari en februari 1610 vergaderde de Unie te Schwäbisch Hall, alwaar Mark Brandenburg en Landgraafschap Hessen-Kassel haar trouw zwoeren, alsmede de Zwabische Kreits rijkssteden Heilbronn, Kempten, Memmingen, Nördlingen en Schwäbisch Hall zelf. Later kwamen nog Esslingen, Aalen, Giengen, Spiers en Worms erbij.